# Aphyosemion abacinum
Aphyosemion abacinum is een straalvinnige vissensoort uit de familie van de killivisjes (Nothobranchiidae). De wetenschappelijke naam van de soort is voor het eerst geldig gepubliceerd in 1976 door Huber.